# Франклін Тауншип (округ Колумбія, Пенсільванія)
Франклін Тауншип (англ. Franklin Township) — селище (англ. township) в США, в окрузі Колумбія штату Пенсільванія. Населення — 550 осіб (2020).

## Демографія
Згідно з переписом 2010 року, у селищі мешкало 595 осіб у 244 домогосподарствах у складі 175 родин. Було 283 помешкання
Расовий склад населення:
| - 99,5 % — білих |

До двох чи більше рас належало 0,5 %. Частка іспаномовних становила 1,0 % від усіх жителів.
За віковим діапазоном населення розподілялося таким чином: 20,2 % — особи молодші 18 років, 61,6 % — особи у віці 18—64 років, 18,2 % — особи у віці 65 років та старші. Медіана віку мешканця становила 47,6 року. На 100 осіб жіночої статі у селищі припадало 109,5 чоловіків;  на 100 жінок у віці від 18 років та старших — 109,3 чоловіків також старших 18 років.
Середній дохід на одне домашнє господарство  становив 60 386 доларів США (медіана — 53 125), а середній дохід на одну сім'ю — 72 244 долари (медіана — 63 750). Медіана доходів становила 44 688 доларів для чоловіків та 41 042 долари для жінок. За межею бідності перебувало 8,6 % осіб, у тому числі 12,3 % дітей у віці до 18 років та 9,4 % осіб у віці 65 років та старших.
Цивільне працевлаштоване населення становило 292 особи. Основні галузі зайнятості: освіта, охорона здоров'я та соціальна допомога — 38,4 %, виробництво — 12,7 %, роздрібна торгівля — 10,6 %, мистецтво, розваги та відпочинок — 9,6 %.